# Lampria mexicana
Lampria mexicana là một loài ruồi trong họ Asilidae. Lampria mexicana được Macquart miêu tả năm 1847. Loài này phân bố ở vùng Tân nhiệt đới.